# Claus Boysen
Claus Boysen (* 7. Juni 1938 in Kiel; † 9. Juli 2007 in Oldenburg (Oldenburg)) war ein deutscher Schauspieler und Hörspielsprecher.

## Leben und Karriere
Claus Boysen erlernte seinen Beruf von 1960 bis 1963 an der Staatlichen Hochschule für Musik und Theater in Hamburg, wo er u. a. von Prof. Alice Solscher unterrichtet wurde. Von 1968 bis 1985 gehörte er zum Ensemble des Oldenburgischen Staatstheaters. Boysen verkörperte in dieser Zeit gleichsam den „Franz Moor“ aus Friedrich Schillers Räubern, den „Dorfrichter Adam“ aus Kleists Zerbrochnem Krug und 1982 den „Mephisto“ in Goethes Faust unter der Regie von Gerhard Jelen. Seine weiteren Theaterstationen von 1985 bis 1994 waren das Nationaltheater Mannheim sowie das Schauspielhaus der Staatstheater Stuttgart. Ab 1994 war er Ensemblemitglied des Grillo-Theaters in Essen, wo er als „Polonius“ im Hamlet und als „Puntila“ in Bert Brechts Herr Puntila und sein Knecht Matti auf der Bühne stand. 2003 kehrte er nach Oldenburg und ans dortige Staatstheater zurück. Seine letzte Rolle spielte er hier als „Al Lewis“ in einer Inszenierung von Neil Simons Sonny Boys. Zudem trat Boysen in diversen Programmen jenseits der großen Theaterbühne auf, so z. B. als Frank Sinatra im musikalisch-biographischen Abend Ol’Blue Eyes.
In Film und Fernsehen trat Boysen hingegen eher selten Erscheinung, wie zum Beispiel in Peter Patzaks Geld oder Leben, neben Karin Baal im Thriller Der letzte Gast oder die Titelrolle im halbdokumentarischen Der Götz und seine Burg Hornberg über den berühmten Raubritter und seine Nachkommen. Mehrfach spielte er unter der Regie von Gert Steinheimer: 1986 in der schwarzen Komödie Zweikampf (mit Joachim Wichmann als mordendem Rentier), 1988 im Sechsteiler Atlantis darf nicht untergehen und 1997 neben Ulrich Mühe in der Komödie Sterben ist gesünder. Außerdem wirkte er in verschiedenen Fernsehserien und -reihen wie Alarm für Cobra 11 und Tatort mit.
Ein weiterer künstlerischer Schwerpunkt Boysens war die Arbeit als Sprecher und Rezitator. Er wirkte bei zahlreichen Hörspielproduktionen mit wie etwa als „Salomon“ und „Pontius Pilatus“ in der Bella-Musica-Adaption der Bibel: Das größte Abenteuer der Welt: Die Bibel (2000). Einen großen Bekanntheitsgrad erreichte Boysen auch als Sprecher von Hörbüchern.
1992 sprach Boysen die Rolle des Gefängnisdirektors in dem Hörspiel „Eigeninitiative unerwünscht“ von Heinz-Werner Geisenberger beim Hessischen Rundfunk.
Die Zeit schrieb über ihn:
„Mitunter hört man exzeptionelle Sprecher wie Gert Heidenreich oder Claus Boysen im Radio Gedichte so vortragen, dass der eigenen stummen Lektüre ein Licht aufgesteckt wird.“
Die Bandbreite von Boysens Arbeit reicht dabei von aufwendigen Klassikeradaptionen wie Theodor Fontanes Irrungen, Wirrungen über Gedichtsammlungen von Rainer Maria Rilke und Joachim Ringelnatz bis hin zu medizinischen und psychologischen Sachhörbüchern (Energon – das medizinisch-psychologische Musikprogramm, Ich tu was für mich Polymedia Universal, Bluthochdruck erfolgreich senken).
Claus Boysen war mit der amerikanischen Sopranistin Deierdre Boysen (†) verheiratet und hat mit ihr 3 Söhne, darunter den ehemaligen Schauspieler Oliver Boysen.

## Filmografie
- 1981: Geld oder Leben
- 1986: Zweikampf
- 1988: Tarare
- 1988: Atlantis darf nicht untergehen
- 1989: Der letzte Gast
- 1997: Sterben ist gesünder
- 1997: Tatort: Bienzle und der tiefe Sturz
- 1999: Der Götz und seine Burg Hornberg
- 2000: Die Teck und ihre Sagen

## Hörspiele
- 1989: Bernard-Marie Koltès: Rückkehr in die Wüste – Regie: Norbert Schaeffer (SDR/RIAS Berlin)
- 2002: Edith Nesbit: Die Kinder von Arden (Häuptling) – Regie: Robert Schoen (Kinderhörspiel – SWR)
- 2005: Lloyd Alexander: Taran und das Zauberschwert (Hevydd) – Regie: Robert Schoen (Kinderhörspiel – SWR)
- 2005: Lloyd Alexander: Taran und der Zauberspiegel (Hevydd) – Regie: Robert Schoen (Kinderhörspiel – SWR)
- 2006: Dylan Thomas: Ünner den Melkwoold (Elias Jepsen) – Regie: Hans Helge Ott (Original-Hörspiel – RB/NDR)